# Volkswagen Passat B1
O Volkswagen Passat B1 é um automóvel de segmento D produzido pela Volkswagen na Alemanha Ocidental de 1973 a 1981 e no Brasil de 1974 a 1988.

## B1 na Europa
O Volkswagen Passat original foi lançado em 1973. Os tipos de carroceria oferecidos originalmente eram sedãs fastback de duas e quatro portas (que foram descontinuados em 1981). Em janeiro de 1975, juntaram-se a eles versões hatchback de três e cinco portas com perfil idêntico. Externamente, todos os quatro compartilhavam um design moderno, desenhado pelo designer italiano Giorgetto Giugiaro. Em essência, o primeiro Passat era uma versão fastback do sedã Audi 80 mecanicamente idêntico, lançado um ano antes. Embora o Audi 80 tenha sido nomeado Carro do Ano pela imprensa automóvel europeia em 1973, eles consideraram o Passat uma versão reestilizada do Audi e, portanto, inelegível para a competição de 1974. O Passat se tornou o Carro do Ano da revista Wheels em 1974, entretanto. Uma perua/carrinha de cinco portas foi introduzida em 1974; o mesmo carro estava disponível com o emblema Audi em muitos mercados.
O Passat era um dos automóveis familiares europeus mais modernos da época e pretendia substituir o antigo Volkswagen Typ 3 e Typ 4. A plataforma que o servia e ao Audi 80 chamava-se B1. Na Europa, o Passat era equipado com duas unidades de faróis retangulares, duas unidades redondas de 180 mm ou faróis quádruplos redondos de 140 mm, dependendo da especificação.
O Passat usava originalmente os motores a gasolina OHC de quatro cilindros 1,3 L (54 cv) e 1,5 L (74 ou 84 cv) desenvolvidos pela Audi e também usados no Audi 80 - montados longitudinalmente com tração dianteira, na tradição da Audi, com uma transmissão manual de quatro velocidades ou automática de três velocidades. Ele tinha uma suspensão dianteira MacPherson com uma configuração de eixo sólido / mola helicoidal na traseira.
O SOHC 1.5 foi ampliado para 1,6 L em agosto de 1975 com classificações de potência inalteradas e classificações de torque ligeiramente mais altas. Em julho de 1978, o Passat Diesel foi disponibilizado, equipado com o VW Golf 1,5 L Diesel de 49 cv, seguido em fevereiro de 1979 (no AutoRAI) pelo Passat GLI com uma versão com injeção eletrônica do motor 1,6 L.
Toda a gama recebeu uma reestilização no verão de 1977 (ano modelo 1978 - lançado em 1978 fora da Europa), apresentando uma atualização interior, incluindo um novo painel e um estilo sutilmente revisado, incluindo indicadores reposicionados e, dependendo do modelo, quatro faróis redondos ou dois retangulares. O objetivo, segundo a fabricante, era diferenciar a versão VW do Audi 80 mecanicamente semelhante. No interior havia um painel reestilizado no estilo do Golf, com os controles do rádio e do aquecimento agora montados centralmente, um acima do outro, em um unidade única ao lado dos mostradores principais. Os suportes do motor, a caixa de velocidades e o sistema de escape foram modificados para reduzir o ruído interior, e o conforto também foi melhorado através de alterações nas molas e nos amortecedores. As rodas do carro aumentaram de tamanho e, na traseira, havia uma barra estabilizadora mais forte. As versões com volante à direita mantiveram o painel original.

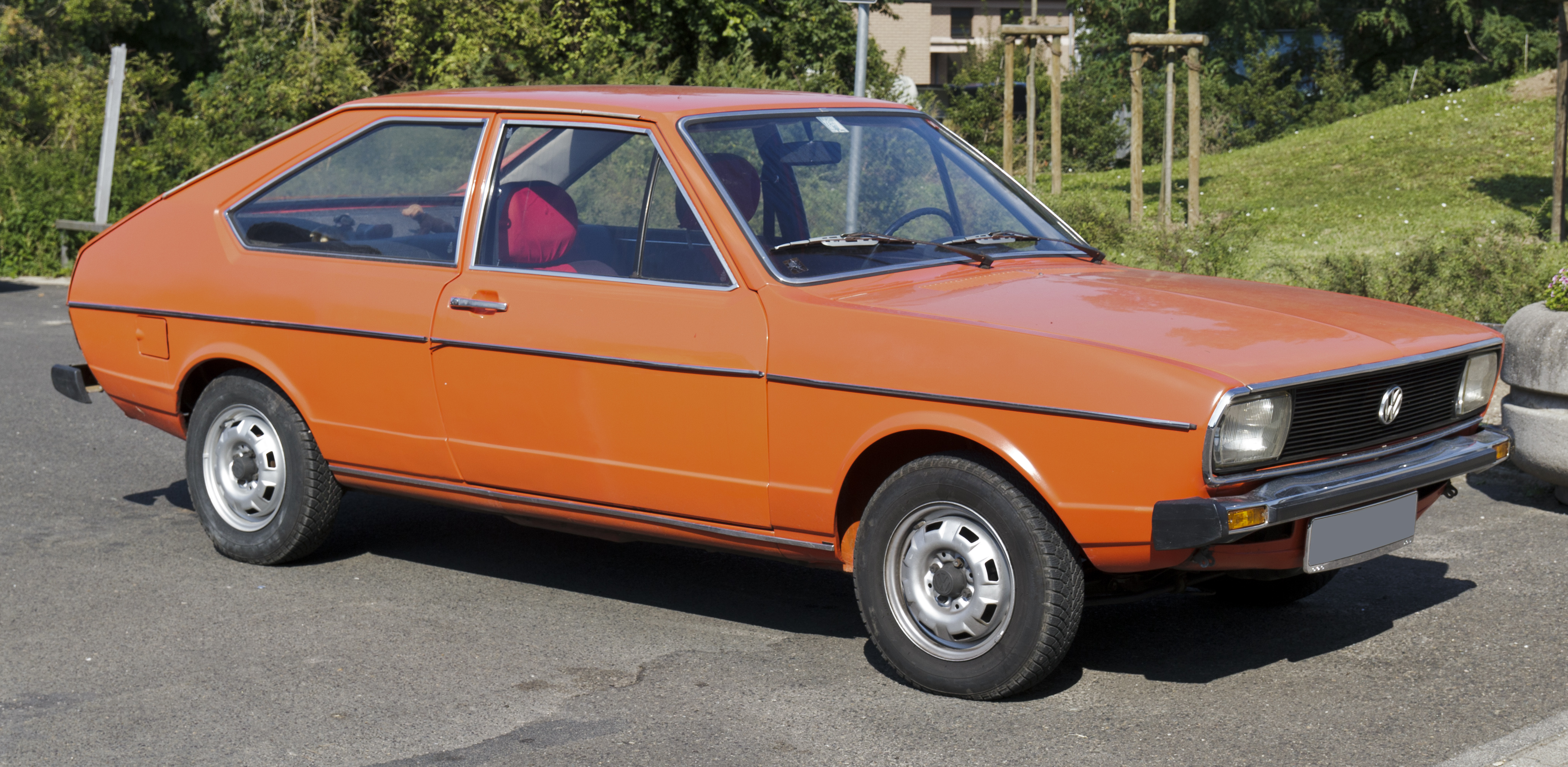
Volkswagen Passat B1 sedã 2 portas
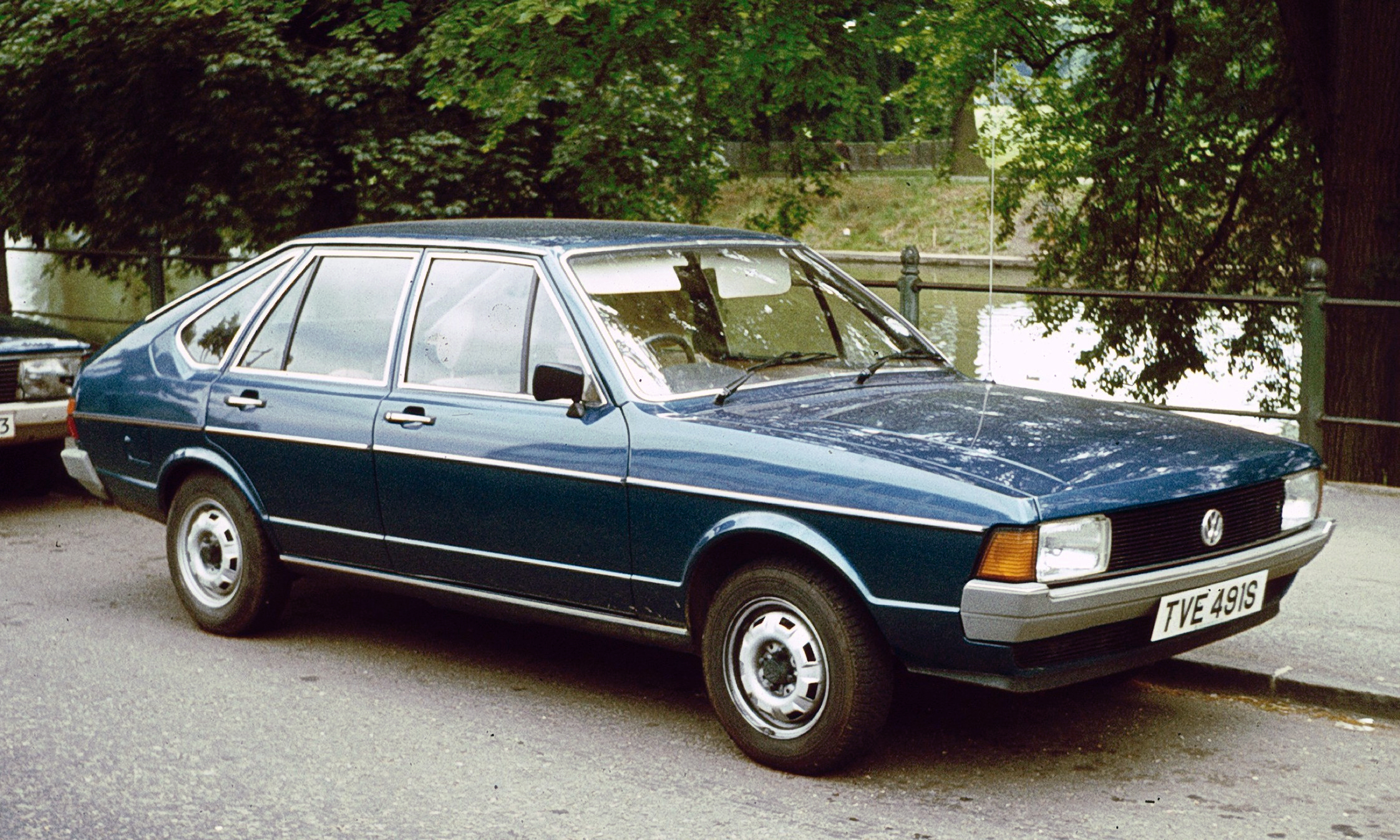
Volkswagen Passat B1 hatchback 5 portas (facelift)
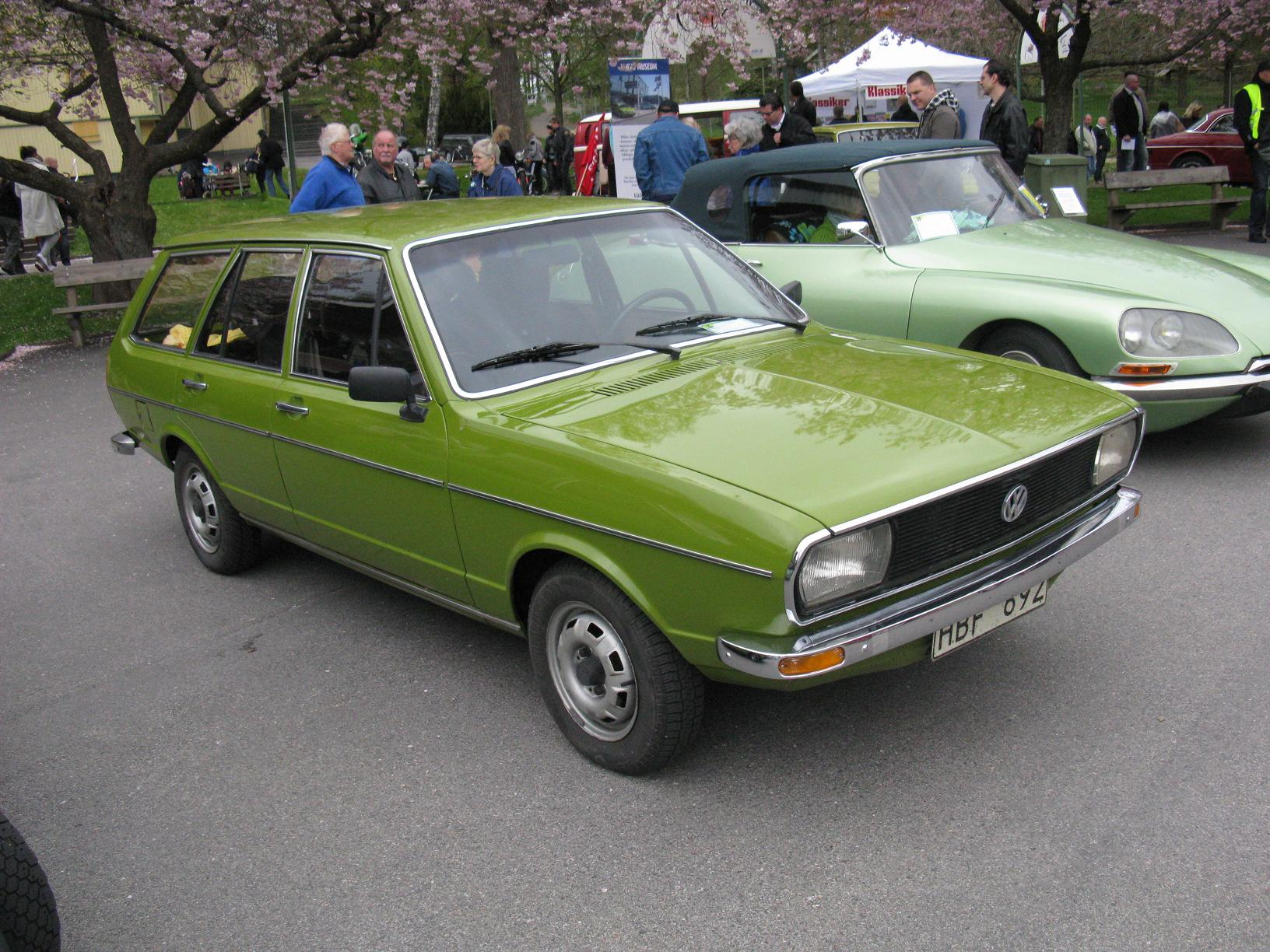
Volkswagen Passat B1 Variant perua 5 portas

## Mercados de exportação

### América do Norte

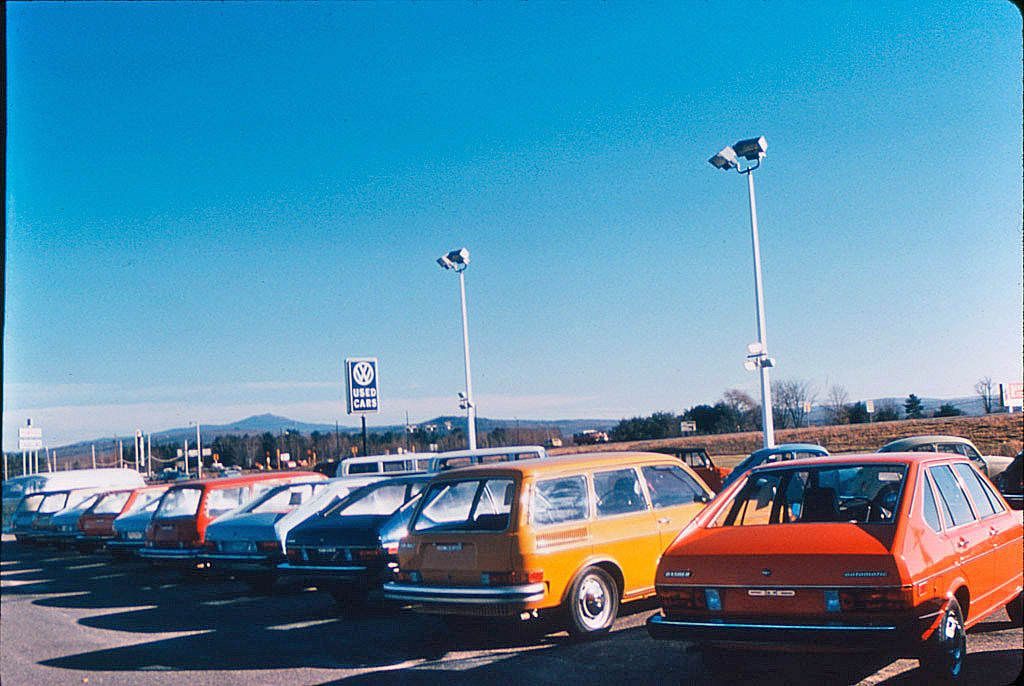
Foto de época de automóveis Volkswagen Dasher ao lado de automóveis 412 em uma concessionária

Na América do Norte, o carro era chamado de Volkswagen Dasher. O hatchback de três e cinco portas e um modelo de perua foram lançados na América do Norte durante e durante o ano modelo de 1974. O único motor disponível era um 1,5 L de quatro cilindros em linha com carburador desenvolvendo 75 cv (70 cv em 1975), suplantado do ano modelo de 1976 por um 1,6 L de quatro litros com injeção eletrônica da Bosch com 78 cv. Os carros norte-americanos foram equipados com faróis únicos padrão DOT.
Em 1978, o Dasher recebeu uma reestilização nos moldes do Passat europeu, com faróis quádruplos selados e grandes para-choques revestidos de poliuretano. O acabamento também foi atualizado e o passeio foi suavizado. Em 1979, houve a introdução do motor diesel 1,5 L, que produzia 48 cv no carro de 1.130 kg. Esta versão não estava disponível como Audi. O tempo de 0 a 100 km/h para o diesel era de 19,4 segundos, 6,2 segundos mais lento que o motor a gasolina. Todos os motores a gasolina foram descartados na América do Norte em 1981, em preparação para a próxima geração.

### Austrália

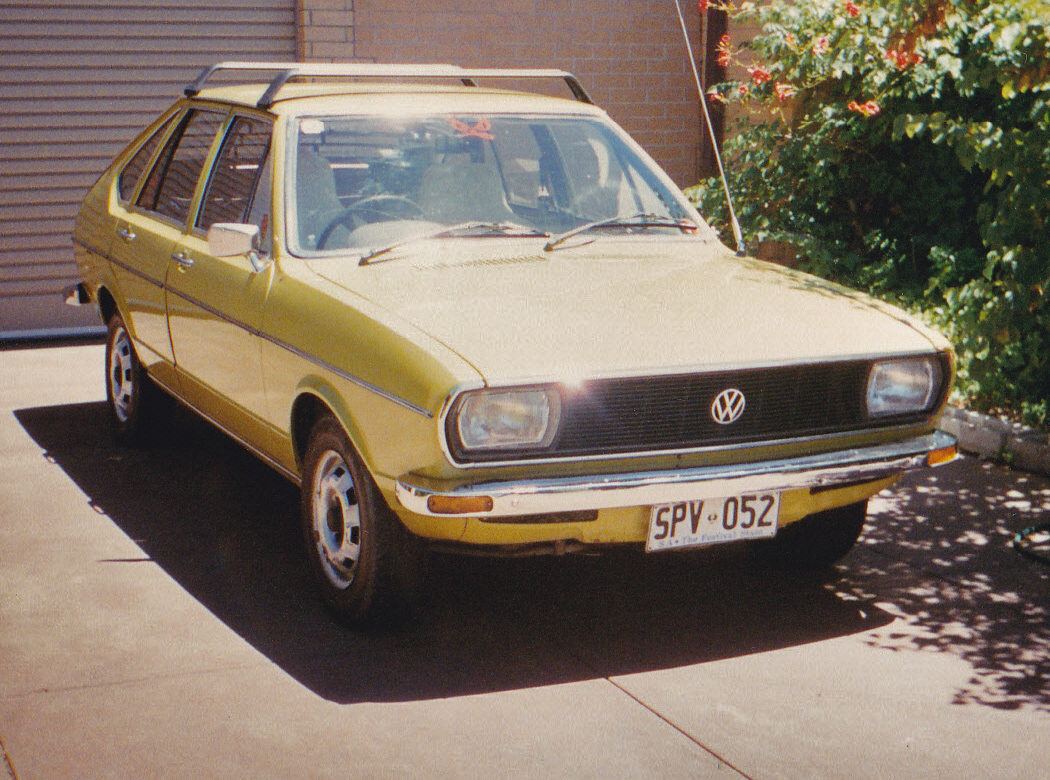
Um Passat LS montado na Austrália (1977)

Na Austrália, o Passat foi o Carro do Ano da revista Wheels em 1974 e o carro foi montado localmente (CKD) de 1974 a 1977. Ele foi colocado à venda em fevereiro de 1974, como um 1300 de 2 portas e um 1500 de quatro portas (também disponível como perua a partir de maio de 1974). O motor menor produz 69 cv, enquanto o maior oferece 86 cv. Uma transmissão automática estava disponível no motor maior, ao qual se juntou uma versão 1500 TS de duas portas e 98 cv em maio. O Passat imediatamente superou as vendas do Fusca no mercado australiano, embora o T2 Transporter ainda tenha vendido mais do que toda a linha de automóveis de passeio da Volkswagen. Em 1976, a Nissan assumiu as operações australianas da Volkswagen e continuou montando toda a linha, incluindo o Passat. Os modelos de duas portas foram descontinuados, com o sedã e perua LS agora equipados com motor de 1,6 litros. A montagem da Nissan durou apenas até março de 1977, quando toda a linha passou a ser totalmente importada.
O Passat GLS 1977 totalmente importado tinha um motor de 71 cv e 1.588 cc e estava originalmente disponível apenas como um sedã de duas ou quatro portas, com um aumento de custo considerável em comparação com o ano anterior. Apesar das promessas de manter os volumes de vendas existentes, os volumes do Passat caíram mais de 70%. As vendas caíram mais 70% em 1978, para 356 carros. Em fevereiro de 1979, finalmente chegou o modelo reestilizado de 1977, anunciando também a introdução da carroceria hatchback de cinco portas, acompanhada pela perua. O diesel 1,5 L chegou em dezembro de 1979; as vendas em 1979 continuaram em queda livre e apenas 90 carros foram entregues. Originalmente disponível com motores a gasolina de quatro cilindros em linha, apenas o diesel 1,5 L, de sucesso comparável, permaneceu após o final de 1980. As vendas triplicaram em 1980 e subiram para 287 em 1981, o último ano em que novos carros de passageiros Volkswagen foram importados para a Austrália. O modelo diesel estava disponível como perua ou hatchback de cinco portas (chamado de "sedan"). Outros 80 exemplares do Passat Diesel 1981 foram vendidos do estoque existente em 1982.

### África do Sul
Na África do Sul, o Passat foi vendido com carroceria sedã de duas ou quatro portas, bem como o modelo Variant de cinco portas. O de duas portas só foi comercializado como o sofisticado "LS Coupé", próximo ao topo da faixa de preço. Os níveis de equipamento eram L, LS e, mais tarde, LS de luxe. Motores 1,3 ou 1,6 L estavam disponíveis. Em 1977 chegou a versão hatchback de cinco portas, com o emblema "Passat LX". Algumas outras modificações leves também foram realizadas para 1977, pequenas melhorias no sistema de ventilação, mais equipamentos e novas calotas para as versões LS e LX. Assim como na América do Sul, o modelo reestilizado recebeu o tratamento frontal do Audi 1980. Esta reestilização apareceu em agosto de 1978 e também incluiu uma variedade de modificações na redução de ruído e melhorias na suspensão, incluindo rodas mais largas.

## B1 no Brasil

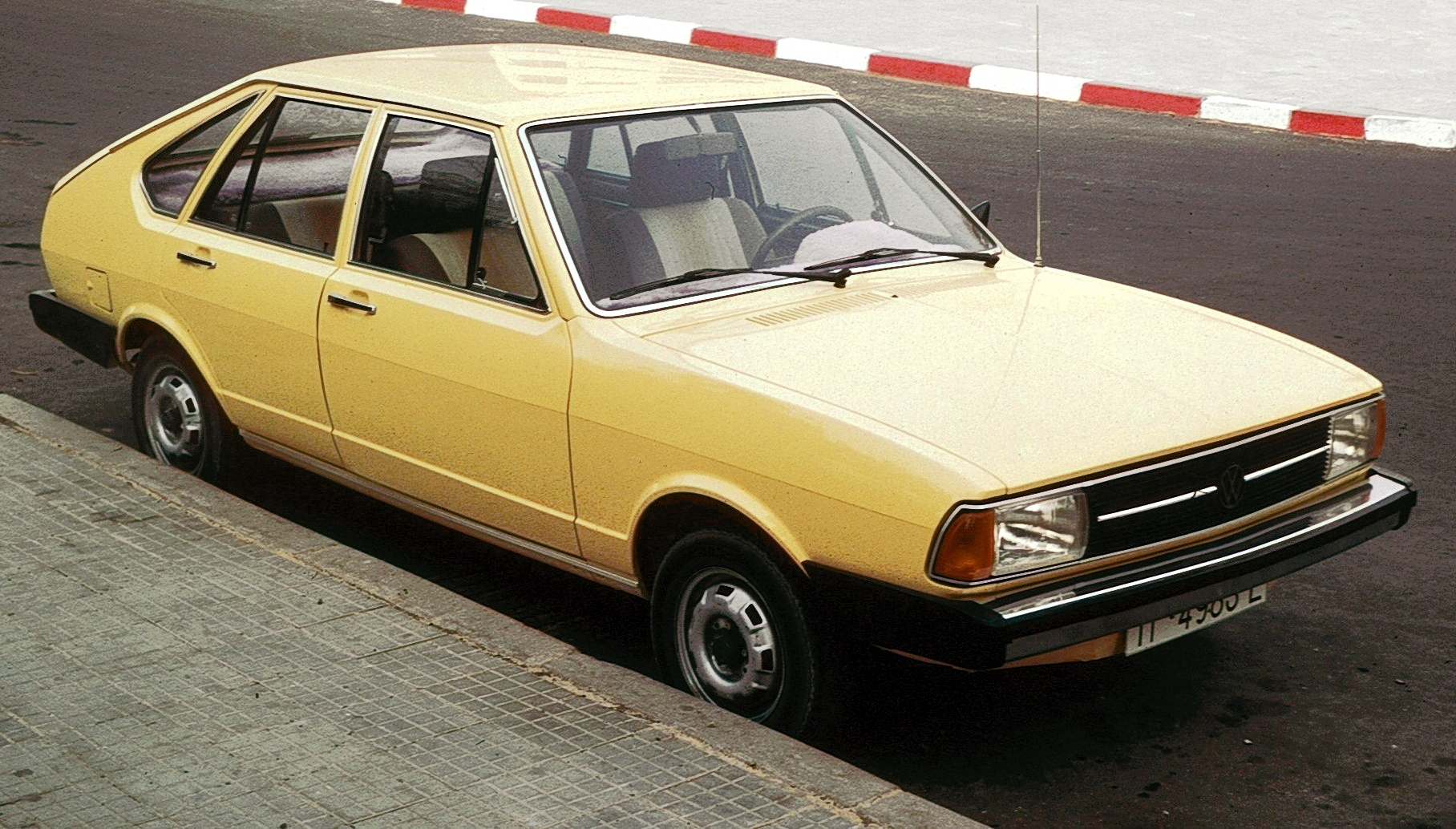
Passat brasileiro de quatro portas reestilizado (1979-1983), observe os faróis do Audi 80

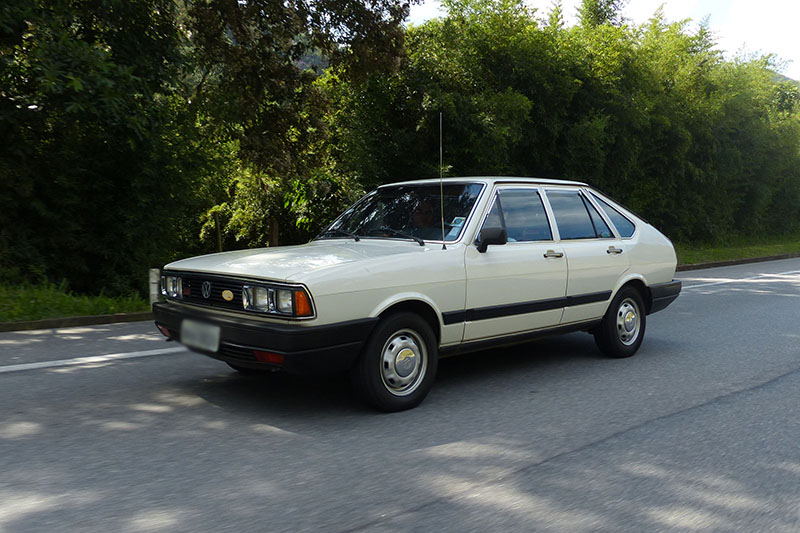
Volkswagen Passat LSE 1986, originalmente produzido para exportação para o Iraque

No Brasil, o Passat B1 foi produzido de 1974 a 1988, originalmente com motor 1,5 litro a gasolina. Um 1.6 foi adicionado com a introdução em 1976 da versão mais esportiva TS 1.6, que recebeu faróis duplos. Como o Audi 80 não era comercializado no Brasil, seu tratamento frontal foi aplicado ao Passat em uma reestilização em 1979. Originalmente disponível apenas como sedã fastback de duas ou quatro portas, uma opção hatchback de três portas foi adicionada em julho de 1976. Durante o seu longo ciclo de vida foram introduzidas muitas melhorias na plataforma B2, como os motores de 1,6 e 1,8 litros e uma caixa de cinco velocidades. Uma segunda reestilização específica do Brasil em 1983 trouxe faróis retangulares quádruplos. O esportivo TS 1.6 foi posteriormente atualizado com um motor maior, como o Passat GTS 1.8 Pointer. Para exportação, também foi instalado apenas o motor diesel 1.6 L de quatro cilindros da Volkswagen.
Como parte de um esforço global de exportação da Volkswagen do Brasil (VWB), 170.000 "Passat LSE" também foram produzidos entre 1983 e 1988 especificamente para exportação para o Iraque. Esses carros receberam diversas atualizações para se adequar às condições iraquianas, como placa de proteção do motor, radiador mais potente e ar condicionado padrão, e foram trocados por petróleo que foi repassado à Petrobras. À medida que as reservas de petróleo da Petrobras cresciam mais do que o necessário, a VWB viu-se com um grande estoque de carros com especificações iraquianas que não conseguia exportar. Em julho de 1986 começaram as vendas locais dessas sobras. Apesar de estar equipado com o antigo motor 1.6 L MD270 de 72 cv e transmissão de quatro marchas, em vez do mais potente AP600 e da unidade de cinco marchas usada nos carros brasileiros contemporâneos, o LSE foi um sucesso inesperado no mercado brasileiro.
O Passat representou uma ruptura com as tradições de motor traseiro e refrigeração a ar da Volkswagen do Brasil. Ele se saiu bem na introdução, sendo um carro muito mais moderno que o resto da linha VWB, bem como o Ford Corcel, seu concorrente mais próximo. Após a introdução do B2 Santana em 1984, porém, o Passat começou a mostrar a sua idade. O Passat continuou a ser produzido até 1988, quando um total de 676.819 Passat foram produzidos no Brasil.